# Fritillaria formica
Fritillaria formica är en ryggsträngsdjursart som beskrevs av Hermann Fol 1872. Fritillaria formica ingår i släktet Fritillaria och familjen bägargroddar. Inga underarter finns listade i Catalogue of Life.